# اتحاد علماء إفريقيا

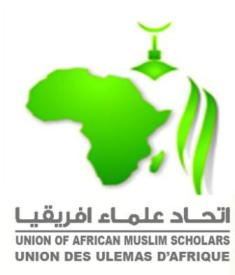
شعار الإتحاد

اتحاد علماء إفريقيا هي هيئة إسلامية تأسست عام 2011، ينضوي تحتها علماء من إفريقيا جنوب الصحراء، ومقرها في باماكو عاصمة جمهورية مالي، ويرأسها الدكتور سعيد برهان، وأمينها العام الدكتور سعيد محمد بابا سيلا.
 تقول الهيئة أن رؤيتها هي «مرجعية علمية شرعية» للنهوض بالأمة الإسلامية في أفريقيا.

## سبب الإنشاء
يقول أعضاء الاتحاد أن فكرة الاتحاد كانت تكوين «تجمع» أو«اتحاد» لعلماء إفريقيا جنوب الصحراء، ليكون مرجعية علمية فاعلة في المجتمعات الأفريقية، تعزز دور العلماء والدعاة في قيادة المجتمع بشرائحه وطبقاته؛ وتضبط الفتوى، وتتفاعل مع القضايا والأحداث العامة في القارة، وتعبر عن مسلمي إفريقيا في المحافل المحلية والإقليمية والدولية، وتعمل على التعايش السلمي بين أطياف المجتمعات الأفريقية. أقيم المؤتمر التأسيسي لهذا الاتحاد في باماكو.

## الهيكل التنظيمي للاتحاد

### الهيئات العليا
- الجمعية العامة
- المؤتمر العام
- مجلس الأمناء

### ثانيا: الأجهزة التنفيذية
- الرئاسة: دكتور سعيد برهان (رئيس)
- الأمانة العامة (الجهاز التنفيذي)

### اللجان الفنية والفرعية الدائمة
- لجنة التخطيط والمراقبة
- لجنة البحوث والدراسات والترجمة
- لجنة الإفتاء والإرشاد
- لجنة الإعلام والعلاقات العامة
- لجنة العضوية
- لجنة المالية
- لجنة التعليمية
- لجنة الحوار والمساعي الحميدة

## العضوية
انضم إلى الاتحاد حتى الآن 352 من علماء القارة جنوب الصحراء من 42 دولة.
ومن شروط العضوية في الاتحاد:
- أن يكون عالمًا بالشرع عارفا بواقعه مقدرا للظروف والأحوال.
- أن يكون ذا شخصية مؤثرة في محيطه.
- ألا يكون من المعروفين بالانحراف.

## أعضاء الاتحاد
من أعضاء الاتحاد محمد أحمد لوح الكاتب والشاعر والداعية السنغالي.

## الموارد المالية
- الاشتراكات السنوية من الأعضاء.
- التبرعات والوصايا والأوقاف ونحوها.
- الاستثمارات وريع المنشورات والبحوث والخدمات التي يقدمها الاتحاد بأجر.

## المؤتمر التأسيسي للاتحاد
عقد المؤتمر التأسيسي في باماكو عاصمة جمهورية مالي في الفترة 7-9 شعبان 1432هـ الموافق 10 يوليو 2011م بحضور 132 شخصا، يمثلون تسعة وثلاثين بلدا من الأعضاء المؤسسين من إفريقيا والمراقبين من الهيئات والجهات الإسلامية من خارج القارة، وعلى رأسها وفد منظمة التعاون الإسلامي؛ وكان شعار المؤتمر «دور العلماء في تعزيز السلم»، وأقيمت ندوات حول هذه القضية. وقد وقع الاتحاد اتفاقية المقر مع حكومة جمهورية مالي مما يعطي الاتحاد امتيازات المنظمات الدولية.